# دولسي ماريا
دولسي ماريا إيسبينوزا سافينيون (بالإسبانية: Dulce María Espinosa Saviñón) مواليد (6 ديسمبر، 1985) مُمثلة ومغنية مكسيكية.

## نشأتها
ولدت دولسي ماريا في 6 ديسمبر، 1985، في مدينة مكسيكو. لديها اختان، بلانكا إيليري وكلاوديا. من اصول ألمانية، هندية وإسبانية. عمتها الرسامة المكسيكية فريدا كالو.

## أبرز أعمالها
- 2016: قلب كاذب

## وصلات خارجية
- دولسي ماريا على موقع IMDb (الإنجليزية)
- دولسي ماريا على موقع ميوزك برينز (الإنجليزية)
- دولسي ماريا على موقع ديسكوغز (الإنجليزية)
- دولسي ماريا على موقع قاعدة بيانات الفيلم (الإنجليزية)